# Pincher Creek
Pincher Creek es un pueblo canadiense situado en la provincia de Alberta.

## Superficie
Pincher Creek tiene una superficie de 9,87 km².

## Demografía
En 2021, tenía 3622 habitantes, una densidad poblacional de 367,1 hab./km², y 1661 viviendas.